# Kintsugi
Kintsugi (金継ぎ?, きんつぎ, "emenda de ouro"), também conhecido como Kintsukuroi (金繕い?, きんつくろい, "reparo com ouro") é a arte japonesa de reparar uma cerâmica quebrada com laca espanada ou misturada com pó de ouro, prata ou platina, um método semelhante à técnica maki-e.

## Origens
Objetos laqueados são uma tradição de longa data no Japão, e em algum ponto pode ter sido combinado com maki-e como um substituto para outras técnicas de reparação de cerâmica. Uma teoria é que o kintsugi pode ter se originado quando o shogun japonês Ashikaga Yoshimasa enviou uma tigela de chá chinesa danificada de volta à China para reparos no final do século XV. Quando foi devolvida, o reparo consistia de feios grampos de metal aparentes, então ele solicitou aos artesãos japoneses para procurarem um meio mais estético de reparação. Os colecionadores gostaram tanto da nova arte que alguns foram acusados de deliberadamente esmagar cerâmicas valiosas para que pudessem ser reparadas com as costuras de ouro kintsugi. O kintsugi logo se associou aos vasos cerâmicos usados no chanoyu (cerimônia de chá japonesa). Enquanto o processo é atribuído aos artesãos japoneses, a técnica foi aplicada a peças de cerâmica de outras origens, incluindo a China, o Vietnã e a Coreia.

## Filosofia
Como uma filosofia, kintsugi pode ter semelhanças com a filosofia japonesa de wabi-sabi, a aceitação do imperfeito ou defeituoso. A estética japonesa valoriza as marcas de desgaste pelo uso de um objeto. Isso pode ser visto como uma razão para manter um objeto mesmo depois de ter quebrado e como uma justificação do próprio kintsugi, destacando as rachaduras e reparos como simplesmente um evento na vida do objeto, em vez de permitir que o seu serviço termine no momento de seu dano ou ruptura.
Kintsugi pode se relacionar com a filosofia japonesa de "não importância" (無心 mushin) que engloba os conceitos de não-apego, aceitação da mudança e destino como aspectos da vida humana.

## Tipos de reparo

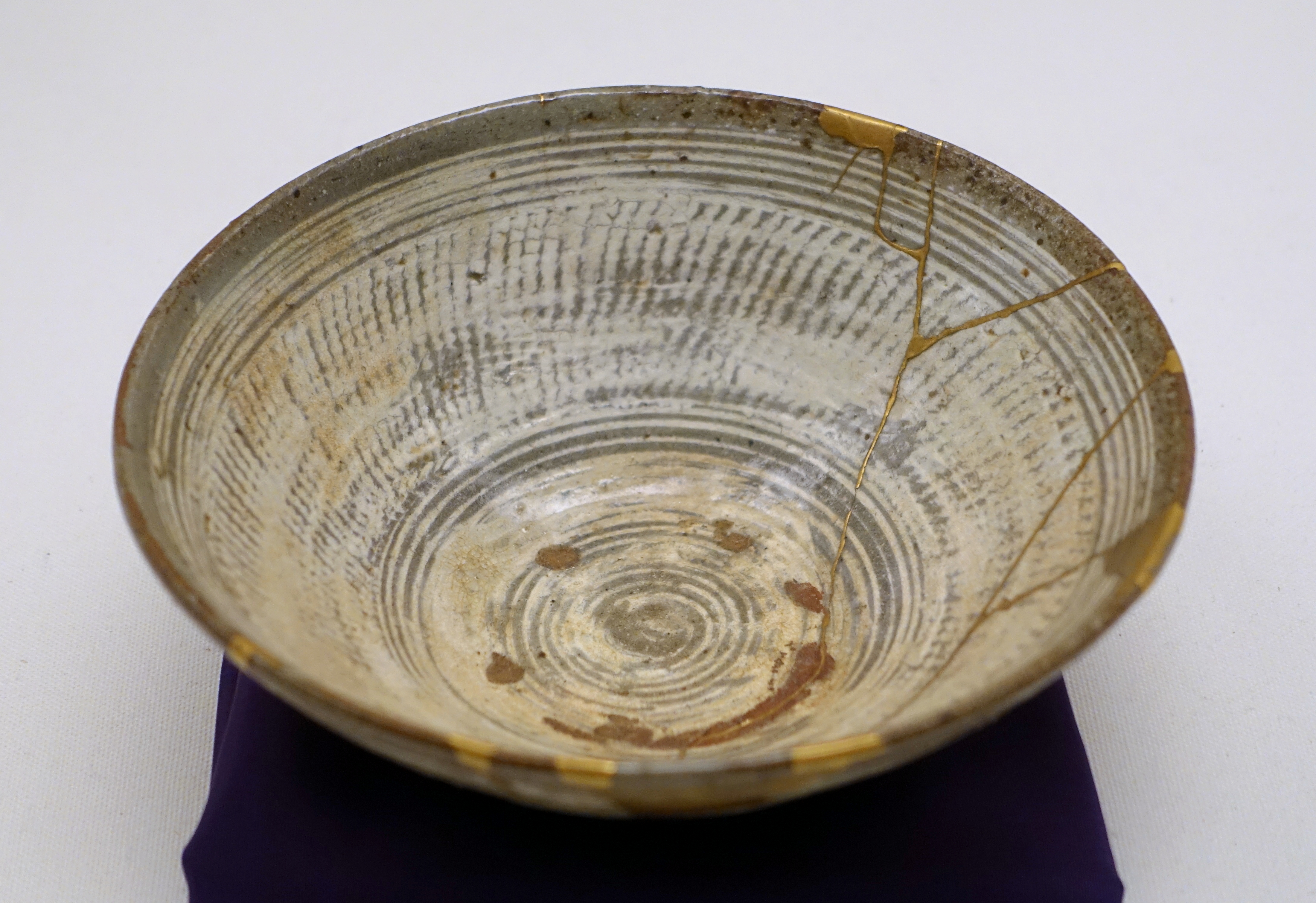
Tigela de chá, Coreia, dinastia Joseon, século XVI, os reparos em ouro são do tipo hibi

Existem alguns estilos ou tipos principais de kintsugi:
- Rachadura (ひび hibi), o uso de pó de ouro e resina ou laca para anexar peças quebradas com mínima sobreposição ou preenchimento de peças em falta
- Método de partes (欠けの金継ぎ例 Kake no kintsugi rei), onde um fragmento da cerâmica não está disponível e a totalidade da adição é um composto de ouro ou ouro e laca.
- Chamada conjunta (呼び継ぎ Yobitsugi), onde um fragmento de forma semelhante mas não correspondente é usado para substituir uma peça ausente do recipiente original criando um efeito de retalho.[11]

## Sustentabilidade com Kintsugi
Em uma era onde o consumo consciente e a sustentabilidade são cada vez mais importantes no nosso lifestyle, o Kintsugi surge como uma alternativa incrivelmente estilosa ao descarte. Ao invés de jogar fora aquela caneca lascada ou aquele prato que trincou, a técnica nos oferece uma forma de upcycling, ou seja, de transformar um objeto danificado ou considerado “lixo” em algo de maior valor estético e emocional.

É uma forma poética de reciclagem criativa. Você não está apenas consertando, está dando uma nova vida e um novo significado à peça. Esse processo de reparo cuidadoso e embelezador vai na contramão da cultura do descartável, incentivando um vínculo mais profundo com nossos objetos e uma abordagem mais sustentável para o lar. Adotar o Kintsugi, mesmo em sua forma simplificada, é também uma declaração de apreço pela durabilidade e pela história contida em cada peça.

## Técnicas relacionadas

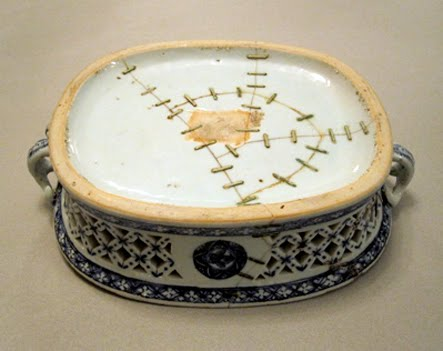
Cesto de Nanking, c. 1750, emendado com grampos

O reparo com grampos é uma técnica similar usada para unir os pedaços cerâmicos quebrados, furos pequenos são perfurados em um dos lados da rachadura e os grampos do metal são dobrados para prender e unir as partes.  O reparo de grampos foi usado na Europa (na Grécia Antiga, na Inglaterra e na Rússia entre outros) e na China como uma técnica de reparo para peças particularmente valiosas.

## Influências na arte moderna
O kintsugi é o conceito geral de destacar ou enfatizar imperfeições, visualizando remendos e costuras como um adicional ou uma área para celebrar ou se concentrar em vez de destacar a ausência ou partes faltantes. Artistas modernos experimentam com a técnica antiga como um meio de analisar a ideia da perda, da síntese e melhoria através da destruição e reparação ou renascimento.
Embora originalmente ignorado como uma forma de arte em separado, o kintsugi e métodos de reparação relacionados têm sido destaque em exposições na Galeria Freer no Smithsonian e no Metropolitan Museum of Art.